# Санта-Мария-Маджоре (город)
Санта-Мария-Маджоре (итал. Santa Maria Maggiore) — коммуна в Италии, располагается в регионе Пьемонт, в провинции Вербано-Кузьо-Оссола.
Население составляет 1263 человека (2008 г.), плотность населения составляет 24 чел./км². Занимает площадь 53 км². Почтовый индекс — 28038. Телефонный код — 0324.
Покровительницей коммуны почитается Пресвятая Богородица, празднование 5 августа.

## Демография
Динамика населения:

## Администрация коммуны
- Официальный сайт: http://comune.santamariamaggiore.vb.it/